# Des Knaben Wunderhorn (Mahler)
Des Knaben Wunderhorn er en liedsamling af Gustav Mahler der bygger på folkevisesamlingen af samme navn, Des Knaben Wunderhorn. Gustav Mahler opdagede Clemens Brentanos og Achim von Arnims folkevisesamling i 1886 og skrev i de følgende 14 år i alt 24 sange med tekster fra folkevisesamlingen. Foruden i samlingen med titlen Des Knaben Wunderhorn forekommer disse sange i samlingerne Lieder und Gesänge bind 2 og 3 samt i Gustav Mahlers 2., 3. og 4. symfoni. Senere udgaver af liedsamlingen stemmer ikke helt overens med hensyn til antal sange.

## Sangene
Samlingen "Des Knaben Wunderhorn" består alt efter udgave af 10 - 12 sange:
1. Der Schildwache Nachtlied (Skildvagtens nattesang). En imaginær dialog mellem soldaten, der må stå vagt midt om natten og hans pige.
2. Verlor´ne Müh´ (Forgæves møje). Pigen forsøger at indsmigre sig hos den unge mand, men hans svar er: "Naragtige tøs, jeg gider dig ikke"
3. Trost im Unglück (Trøst i ulykken): Husaren tager afsked med sin pige. De bliver enige om, at de ikke er skabt for hinanden.
4. Wer hat dies Lied erdacht? (Hvem har udtænkt denne sang?). En sang til værtshusholderens smukke datter.
5. Das irdische Leben (Det jordiske liv). Det sultende barn dør mens kornet bliver høstet, malet til mel og bagt til brød.
6. Des Antonius von Padua Fischpredigt (Antonius fra Paduas prædiken for fiskene). Der kommer ingen i kirken, derfor går Antonius ned til floden og prædiker for fiskene.
7. Rheinlegendchen (Lille Rhinlegende). En guldring tabes i floden. Den sluges af en fisk, som ender på kongens bord, hvor netop kvinden, som tabte den, er til stede.
8. Lied des Verfolgten im Turm. (Fangens sang i tårnet). En imaginær dialog mellem fangen i tårnet og hans pige.
9. Lob des hohen Verstandes (Den høje forstands pris). Gøgen og nattergalen konkurrerer om hvem der synger smukkest. Æslet er dommer og kårer gøgen som vinder.
10. Revelge (Reveille).  Soldaterne drager i krig og vender tilbage som benrade.
11. Der Tambourg´sell (Trommeslageren). Den dødsdømte soldat føres til galgen.
12. Wo die schönen Trompeten blasen (Hvor de skønne trompeter lyder). Soldatens afsked med sin pige før han drager i krig.